# 鲍洛格·佐尔坦
鲍洛格·佐尔坦（匈牙利語：Balog Zoltán，1958年1月7日—），其名又译"佐尔丹"，匈牙利政治人物。2006年至今，担任匈牙利国会议员。2012年5月起，担任匈牙利人力资源部部长。鲍洛格·佐尔丹为青年民主主义者联盟成员。

## 生平
1958年1月，鲍洛格生于包尔绍德-奥包乌伊-曾普伦州欧兹德。在从政前，曾担任牧师。